# Koszmosz–18
A Koszmosz–18 (oroszul: Космос 18) Koszmosz műhold, a szovjet műszeres műhold-sorozat tagja. Zenyit–2 típusú felderítő műhold.

## Küldetés
A Koszmosz–16 adatgyűjtését folytatta a Föld sugárzási övezeteinek vizsgálatához. A Vosztok-program előkészítését segítette, a négynapos programot nyolc, majd tíz napra bővítették.

## Jellemzői
Az OKB–1 tervezőirodában kifejlesztett műhold.
1963. május 24-én a Bajkonuri űrrepülőtér indítóállomásról egy Vostok–2 (8A92) rakétával juttatták alacsony Föld körüli pályára. A 89,4 perces, 65,2 fokos hajlásszögű, elliptikus pálya elemei: perigeuma 288 kilométer, apogeuma 196 kilométer volt. Hasznos tömege 4730 kilogramm. A sorozat felépítését, szerkezetét, alapvető fedélzeti rendszereit tekintve egységesített, szabványosított tudományos-kutató űreszköz. Áramforrása kémiai akkumulátor, szolgálati ideje maximum 10 nap.
Kamerái SZA-10 (0,2 méter felbontású), SZA-20 (1 méter felbontású) típusú eszközök voltak. Elektrosztatikus gömbcsapdával is felszerelték.
1963. június 2-án földi parancsra belépett a légkörbe és hagyományos módon – ejtőernyős leereszkedés – visszatért a Földre.